# María Desatanudos

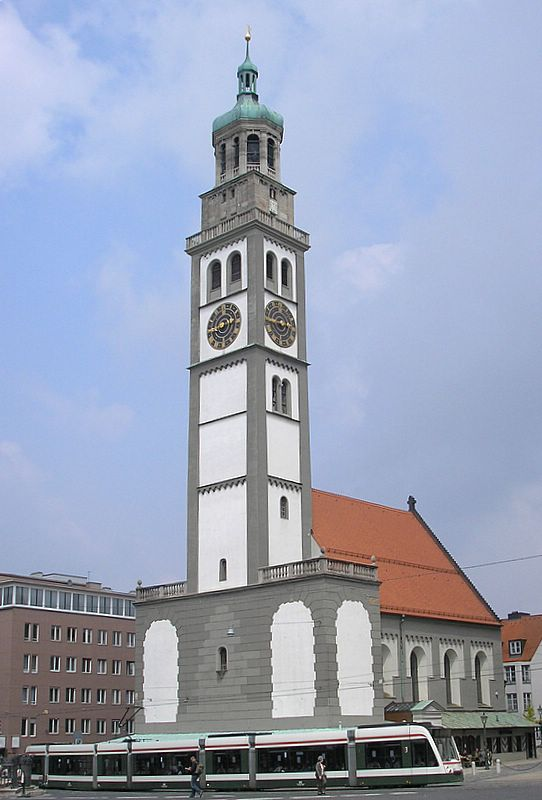
San Peter am Perlach

María Desatanudos (en alemán: Maria Knotenlöserin), también llamada la Virgen Desatanudos, es una advocación mariana,  perteneciente al grupo de las representaciones clásicas del dogma católico de la Inmaculada Concepción.

## Origen y significado de la imagen
El origen de María Desatanudos (Maria Knotenlöserin) es un cuadro de Johann Georg Melchior Schmidtner datado hacia el año 1700. En él se representa a la Virgen María, rodeada de ángeles,  protegida por la luz del Espíritu Santo, con su pie izquierdo pisando la cabeza de La Serpiente, como representación de Satán. El ángel a su izquierda le alcanza las cintas anudadas, y otro ángel a su derecha recoge las  desatadas. En la parte inferior una imagen, a menor escala, representa  a un hombre caminando a oscuras guiado por un Arcángel,  como San Rafael Arcángel guio a Tobías. Esta imagen puede interpretarse como la guía celestial por parte de los ángeles, auxiliares de Dios, en los oscuros caminos de la vida terrenal.
La imagen de María Desatanudos sería una alegoría de las dificultades humanas, simbolizadas como cintas anudadas, que la Virgen desata y destraba como una madre ayuda a sus hijos.
Su culto enseña que su amor inconmensurable es capaz de conceder peticiones y resolver conflictos (desatar nudos) a quienes le recen mucho.

## Devoción a la imagen
El anterior papa Papa Francisco siendo Jorge Bergoglio llevó de Augsburg (Sankt Peter am Perlach) a Buenos Aires una tarjeta postal con esta imagen. En esa ciudad encargó una copia de la imagen, la cual fue instalada en la iglesia de San José del Talar.

### Argentina
La imagen es venerada en la iglesia San José del Talar, ubicada en el barrio Agronomía de la capital argentina. Ahí acuden en su mayoría los fines de semana miles de feligreses a venerar la imagen a la cual atribuyen hechos milagrosos. Debido a las afectaciones a los vecinos de las inmediaciones por la presencia de fieles, el gobierno local tiene pensado construir un santuario específico a la virgen. La festividad de esta advocación es el 8 de diciembre.

### México
Un templo para la Virgen Desatanudos se construyó en Cancún, Quintana Roo..Y en la actualidad está en funciones parroquiales, construida rústicamente con maderos de árboles nativos, sin paredes, de piso la arena, semirrodeada de la exuberancia propia selvática colindante; tiene un altar, confesionario, pila bautismal, adoratorio del santísimo, área de oración, meditación, etc.
En San Pedro Garza García, en Nuevo León, se encuentra un Santuario a esta virgen. Y recientemente en Querétaro se construyó un nuevo santuario que ha crecido con el paso de los meses, conservando la idea rústica y rodeado de naturaleza. Se dice que se le pide en un listón blanco y se le agradece en uno de color.

### Colombia
En el municipio de Envigado Antioquia, se encuentra ubicado un monasterio benedictino católico anglicano, donde era la Antigua Cárcel de Pablo Escobar y en él hay una capilla de madera de la región, dedicada a la Virgen Desata nudos. En el mes de mayo de 2024 en la fiesta de María Auxiliadora, fue consagrada como Basílica Menor, por el Obispo de la Diócesis de la Nueva Granada, + Germán Orrego Hurtado. ACC. P.O.  La cual es custodiada por los monjes que allí residen con su Abad Mitrado Ermitaño Elkin Ramiro Vélez García OSB. En esta capilla existe una imagen de la Desatanudos, la cual es visitada por muchos feligreses los fines de semana, participan de la Santa Eucaristía de Rito Tradicional, el Sacramento de la Confesión, todos reciben un denario para el rezo del Santo Rosario, "Recuerden que solo vamos a ser juzgados por El Amor a los demás."
Los monjes del monasterio de la Catedral, son muy visitados por su generosa acogida, sabiduría y enseñanzas. Somos parte de la Una. Santa. Católica y Apostólica. Iglesia de Nuestro Señor

### Costa Rica
El 21 de junio del año 2023 llega a la Parroquia de San José de la Montaña en Barva de Heredia la imagen de la Virgen Desatanudos, donde se le construye un altar en el área externa a la parroquia y la comunidad acoge con mucha devoción a la imagen de la Virgen que ahora se mantiene rodeada de naturaleza. El día 29 de Junio del mismo año se realiza oficialmente la bendición de la misma por parte del Párroco Presbítero Eladio Solano.